# Beilschmiedia hondurensis
Beilschmiedia hondurensis är en lagerväxtart som beskrevs av André Joseph Guillaume Henri Kostermans. Beilschmiedia hondurensis ingår i släktet Beilschmiedia och familjen lagerväxter. Inga underarter finns listade i Catalogue of Life.